# Коньки (річка)
Коньки́ (Базуєвка; рос. Коньки, Базуевка) — річка в Зав'яловському та Сарапульському районах Удмуртії, Росія, права притока Нечкінки.
Річка починається на південний схід від села Байкузіно Зав'яловського району. Протікає на схід, нижня течія знаходиться на території Сарапульського району. Лівий берег місцями заліснений, в гирлі русло обмежене стрімкими скелями.
Приймає декілька дрібних приток:
- праві — Прохорошмес, Горюха (має праву притоку струмок Гарядський), Чижиха.

Над річкою розташовано присілок Коньки.